# Guy Serra
Guy Serra fut un des précurseurs de l'astronomie infrarouge et spatiale en France. Il fut directeur adjoint du Centre d'étude spatiale des rayonnements de 1996 à 1999 où il fonda le département univers froid.